# جيوليو بوريتي
جيوليو بوريتي (بالإيطالية: Giulio Berruti)‏ هو كاتب سيناريو وممثل إيطالي، ولد في 27 سبتمبر 1984 بروما في إيطاليا.

## أعمال

### أفلام
- (2011) مونت كارلو[3]
- (2020) جحيم غابريل

## وصلات خارجية
- جيوليو بوريتي على موقع IMDb (الإنجليزية)
- جيوليو بوريتي على موقع ألو سيني (الفرنسية)
- جيوليو بوريتي على موقع ميوزك برينز (الإنجليزية)
- جيوليو بوريتي على موقع أول موفي (الإنجليزية)
- جيوليو بوريتي على موقع قاعدة بيانات الأفلام السويدية (السويدية)
- جيوليو بوريتي على موقع ديسكوغز (الإنجليزية)
- جيوليو بوريتي على موقع قاعدة بيانات الفيلم (الإنجليزية)
- جيوليو بوريتي على موقع كينوبويسك (الروسية)